# Tehelka
Tehelka est un journal en ligne indien, publié comme magazine papier depuis 2004.

## Historique
Fondé en 2000 par Tarun J. Tejpal, Tehelka est d'abord un journal en ligne indépendant. En 2004, un magazine papier est publié de façon hebdomadaire.